# 2019年波哥大警察學院襲擊
2019年波哥大警察學院襲擊發生在2019年1月17日。當時一架車載有80公斤的爆炸物，並駛往哥倫比亞波哥大桑坦德将军国家警察学院。該車及後闖入警察學院，撞向牆壁後爆炸。襲擊造成21人死亡，包括1名施襲者，另外68人受傷。哥倫比亞的自殺襲擊比較罕見，是次爆炸襲擊乃2003年El Nogal俱樂部爆炸後最嚴重的波哥大襲擊，亦是2017年安第斯中心爆炸後首場恐怖襲擊。

## 背景
19世紀，哥倫比亞爆發千日戰爭，國家轉趨不穩。1964年，哥倫比亞爆發內戰，民族解放军為其中一個最重要的參戰方。數十年以來，波哥大人民生活在惶恐之下，懼怕被左派分子或埃斯科瓦爾的麦德林贩毒集团逮捕，直至內戰步入尾聲。2016年，國內最大規模的叛軍人民军與政府簽署和平協議，至此國內也更安全，襲擊也變得更少。過去數年，波哥大仍然發生零星襲擊，其中最嚴重的一場為2018年6月的安第斯中心爆炸案，當時造成3人死亡（包括一名法國女子）和11人受傷。警方其後拘捕涉嫌策劃襲擊的極左城市游擊隊－人民革命運動（People Revolutionary’s Movement）數名成員。

## 疑犯
哥倫比亞司法部長Néstor Humberto Martínez表示疑犯為一名無案底的57歲男子José Aldemar Rojas Rodríguez，來自北方博亚卡省。肇事車輛為1993年出產的灰色日产途乐。襲擊過後，當局迅速展開調查疑犯身份以及與其它組織的聯繫，包括解放军或人民军或黑幫組織Clan Úsuga。

## 國際反應
一名來自厄瓜多爾的外國國民在襲擊中身亡，三名巴拿馬國民、一名美國國民和一名厄瓜多爾國民也受傷。三國政府均分別譴責事件並將協助其國民。
- ：总统利寧·莫雷諾對襲擊中的厄籍死者趙櫟高（Erika Chicó）表達哀悼，並向哥倫比亞表達同情。總統又宣布派出厄國副總統（英语：Vice President of Ecuador）宋鄂圖（英语：Otto Sonnenholzner）到波哥大協助趙櫟高的家屬處理後事[12]。
- 巴拿马：巴拿馬駐波哥大大使館就襲擊表示憤慨，並向警察學院中的巴拿馬學員提供電話熱線以供協助[13]。
- 美国：美國國務院西半球事務助理國務卿（英语：Assistant Secretary of State for Western Hemisphere Affairs）拜金珀（英语：Kimberly Breier）譴責襲擊並表示：「我们对遇难者的受害者和家属表示哀悼和同情」；美國駐哥倫比亞大使館則表示「為這場該受譴責的襲擊提供協助」[14]。

阿根廷、巴西、秘魯、美洲国家组织 均譴責襲擊。